# Herelleviridae
Herelleviridae est une famille de virus bactériophage de l'ordre des Caudovirales infectant les bactéries Firmicutes. Les Herelleviridae compte cinq sous-familles, 33 genres et 92 espèces.

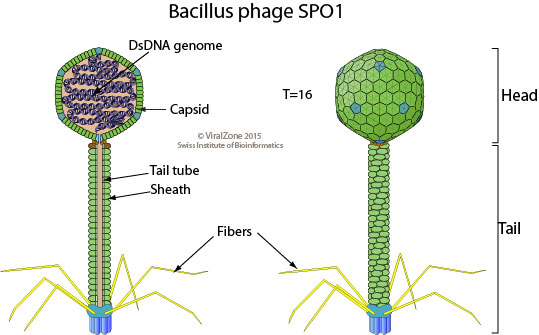
Dessin schématique d'un virion du genre Okubovirus, coupe transversale et vue latérale.

## Étymologie
Le nom de cette famille, Herelle, est attribué en l'honneur de Félix d'Hérelle, un microbiologiste québécois. Le suffixe -viridae est le suffixe standard pour les familles de virus.